# Alagoasa jacobiana
Alagoasa jacobiana es una especie de escarabajo del género Alagoasa, tribu Alticini, familia Chrysomelidae. Fue descrita científicamente por Horn.
Se distribuye por América del Norte; se ha encontrado en el condado de Santa Cruz y en Nogales (Arizona). La especie mide aproximadamente 7 milímetros de longitud.